# Bandera de Manabí
Bandera de la Provincia de Manabí o Bandera Provincial de Manabí, Es el lábaro oficial de la Provincia de Manabí, en la costa ecuatoriana que representa la integración de una de las unidades territoriales más prósperas de dicho país sudamericano.

## Diseño
El pabellón está dividido en cinco franjas iguales. Tres de ellas, superior, inferior y central de color verde, y las dos restantes blancas. Además tiene un triángulo color rojo, cuya base es el asta del emblema y su altura la obtenida  de un ángulo de 60 grados. El vértice del triángulo coincide exactamente con la mitad de ancho de la bandera. Fuera del triángulo, en semicírculo, hay 22 estrellas rojas, que simbolizan a los 22 cantones manabitas y su unidad provincial, las mismas que se incorporarán  conforme se crearen nuevos cantones.

## Simbolismo
- Verde: simboliza la fertilidad de la tierra.
- Blanco: simboliza la paz y el trabajo.
- Rojo: representa la sangre generosa derramada en las gestas revolucionarias y reformistas del General Eloy Alfaro y las estrellas representan los cantones.